# Pull the Pin
Pull the Pin – szósty album walijskiej grupy rockowej Stereophonics wydany w październiku 2007.

## Lista utworów
1. „Soldiers Make Good Targets” – 4:37
2. „Pass the Buck” – 3:24
3. „It Means Nothing” – 3:48
4. „Bank Holiday Monday” – 3:14
5. „Daisy Lane” – 3:37
6. „Stone” – 4:17
7. „My Friends” – 3:35
8. „I Could Lose Ya” (Kelly Jones, Richard Jones, Javier Weyler) – 3:17
9. „Bright Red Star” – 3:39
10. „Ladyluck” – 3:45
11. „Crush” – 3:56
12. „Drowning” – 5:08